# Heteronema nebulosum
Heteronema nebulosum is een soort in de taxonomische indeling van de Euglenozoa. Deze micro-organismen zijn eencellig en meestal rond de 15-40 mm groot. Het organisme komt uit het geslacht Heteronema en behoort tot de familie Peranemaceae. Heteronema nebulosum werd in 1893 ontdekt door Dujardin Klebs.